# 1963 في الولايات المتحدة
فيما يلي قوائم الأحداث التي وقعت خلال عام 1963 في الولايات المتحدة.

## أحداث
- 15 سبتمبر – تفجير الكنيسة المعمدانية في شارع 16
- 22 نوفمبر – اغتيال جون ف. كينيدي
- 8 ديسمبر – بان إم الرحلة 214

## سياسة

### تعيين في المنصب
- 1 يناير – تشارلز ويلسون عضو مجلس نواب تكساس.
- 1 يناير – جورج رومني حاكم ميشيغان [الإنجليزية]‏.
- 1 يناير – جون تشافي حاكم رود آيلاند [الإنجليزية]‏.
- 1 يناير – نيلس بوي نائب حاكم جنوب داكوتا [الإنجليزية]‏.
- 1 يناير – وليام بينتون قائمة سفراء الولايات المتحدة.
- 3 يناير – بوب دول عضو مجلس النواب الأمريكي.
- 3 يناير – جورج ماكغفرن عضو مجلس الشيوخ الأمريكي.
- 3 يناير – دانيال إينوي عضو مجلس الشيوخ الأمريكي.
- 3 يناير – دونالد رامسفيلد عضو مجلس النواب الأمريكي.
- 3 يناير – روبرت تافت الابن عضو مجلس النواب الأمريكي.
- 3 يناير – هيو كاري عضو مجلس النواب الأمريكي.
- 13 يناير – هنري لويس بيلمن حاكم أوكلاهوما [الإنجليزية]‏.
- 14 يناير – جورج والاس حاكم ألاباما [الإنجليزية]‏.
- 14 يناير – جون وليام براون نائب حاكم ولاية أوهايو [الإنجليزية]‏.
- 15 يناير – جون كونالي حاكم ولاية تكساس.
- 15 يناير – دونالد سام راسيل حاكم كارولينا الجنوبية [الإنجليزية]‏.
- 15 يناير – ويليام سكرانتون حاكم ولاية بنسلفانيا [الإنجليزية]‏.
- 17 يناير – هارولد ايفرت هيوز حاكم أيوا [الإنجليزية]‏.
- 22 نوفمبر – ليدي بيرد جونسون السيدة الأولى للولايات المتحدة.
- 22 نوفمبر – ليندون جونسون رئيس الولايات المتحدة.
- 29 نوفمبر – بول نيتز الأمين العام.

### انتهاء فترة المنصب
- 1 يناير – تشارلز ويلسون عضو مجلس نواب تكساس.
- 3 يناير – جون أنتوني فولبي حاكم ماساتشوستس [الإنجليزية]‏.
- 3 يناير – دانيال إينوي عضو مجلس النواب الأمريكي.
- 3 يناير – هيو كاري عضو مجلس النواب الأمريكي.
- 1 أغسطس – جورج ويلان أندرسون، الابن رئيس العمليات البحرية.
- 22 نوفمبر – جاكلين كينيدي السيدة الأولى للولايات المتحدة.
- 22 نوفمبر – جون كينيدي رئيس الولايات المتحدة.
- 22 نوفمبر – ليدي بيرد جونسون السيدة الثانية للولايات المتحدة.
- 10 ديسمبر – بيرترام ثوماس كومبس حاكم كنتاكي [الإنجليزية]‏.

## ظهور
- 1 يناير – المنتقمون
- 1 يناير – موسيقى حد أدنى
- 1 يناير – نيويورك ريفيو أوف بوكس

## أفلام
من الأفلام التي صدرت هذه السنة في الولايات المتحدة:
- 1 يناير – أمريكا أمريكا من إخراج إيليا كازان.
- 1 يناير – القاهرة من إخراج Wolf Rilla [الإنجليزية]‏.
- 1 يناير – الكاردينال من إخراج أوتو بريمنغر.
- 1 يناير – النمر الوردي من إخراج بليك إدواردز.
- 1 يناير – الهروب الكبير من إخراج جون ستورجس.
- 1 يناير – إيرما لا دوس من إخراج بيلي وايلدر.
- 1 يناير – جيسون والمغامرون من إخراج دون شافي.
- 1 يناير – زنابق الحقل من إخراج رالف نيلسون.
- 1 يناير – شرط بابا الرقيق من إخراج جورج مارشال (ممثل).
- 1 يناير – هاد من إخراج مارتن رت.
- 28 مارس – الطيور من إخراج ألفريد هتشكوك.
- 12 يونيو – كليوباترا من إخراج داريل فرانسيس زانوك، جوزيف مانكيفيتس، روبن ماموليان [الإنجليزية]‏.[1]
- 7 نوفمبر – إنه عالم مجنون مجنون مجنون مجنون من إخراج ستانلي كرامر.
- 5 ديسمبر – الأحجية من إخراج ستانلي دونين.
- 10 ديسمبر – لورنس العرب من إخراج ديفيد لين.

## برامج ومسلسلات وأنمي
- فلينستون

## موسيقى

### أغاني
من الأغاني التي صدرت هذه السنة في الولايات المتحدة:
- 19 أبريل – رينغ أوف فاير من غناء جوني كاش.

## كتب
من الكتب التي صدرت هذه السنة في الولايات المتحدة:
- 1 يناير – الخريج من تأليف تشارلز ويب (كاتب).
- 1 يناير – المجموعة من تأليف ماري ماكارثي.
- 1 يناير – مهد القطة من تأليف كورت فونيجت.

## مواليد

### يناير
- 1 يناير – أندرو روبن
- 1 يناير – اريكا أندرسون
- 1 يناير – الكسندر نيميروف
- 1 يناير – باتريسيا ميليت
- 1 يناير – بول ديفلين
- 1 يناير – تيد إليس
- 1 يناير – روبرت كوتيك
- 1 يناير – مايك نوريس ممثل أمريكي.[2]
- 2 يناير – إدغار مارتينيز لاعب كرة قاعدة من الولايات المتحدة الأمريكية.
- 4 يناير – سوزانا غرانت مخرجة أفلام وكاتبة سيناريو أمريكية.[3]
- 4 يناير – مانولو سنترون لاعب كرة سلة بورتوريكي.
- 5 يناير – فريدي بندلتون ملاكم من الولايات المتحدة الأمريكية.
- 7 يناير – راند بول سياسي أمريكي.[4]
- 10 يناير – مارك بريور سياسي أمريكي.
- 11 يناير – تريسي كولكينز[5]
- 14 يناير – ستيفن سودربرغ[6]
- 17 يناير – إريك ميك لاعب كرة سلة أمريكي.
- 17 يناير – باري ستيفنز
- 18 يناير – مارتن أومالي سياسي أمريكي.
- 19 يناير – غرانت جوندريزيك لاعب كرة سلة أمريكي.
- 19 يناير – مايكل آدمز
- 20 يناير – جيمس دينتون[7]
- 24 يناير – كلفن أبشو
- 29 يناير – بوب هولي

### فبراير
- 2 فبراير – إيفا كاسيدي مغنية أمريكية.[8]
- 7 فبراير – دواين ماكلين لاعب كرة سلة أمريكي.
- 7 فبراير – هايديماري ستيفانيشن بايبر
- 9 فبراير – براين غرين فيزيائي أمريكي.[9]
- 12 فبراير – براين هالي[10]
- 13 فبراير – توني أيالا جونيور ملاكم من الولايات المتحدة الأمريكية.
- 15 فبراير – ستيفن مايكل كيسادا ممثل أمريكي.
- 16 فبراير – فورست ماكنزي لاعب كرة سلة أمريكي.
- 17 فبراير – مايكل جوردن لاعب كرة سلة أمريكي.[11]
- 20 فبراير – تشارلز باركلي لاعب كرة سلة أمريكي.
- 20 فبراير – ميلت واغنر
- 21 فبراير – ويليام بالدوين[12]
- 22 فبراير – دونالد برازويل

### مارس
- 1 مارس – بريان بات ممثل أمريكي.[13]
- 1 مارس – موريس بينارد
- 3 مارس – مايكل كارتر درّاج طريق من الولايات المتحدة الأمريكية.
- 4 مارس – جايسن نيوستد موسيقي أمريكي.[14]
- 5 مارس – جويل أوستين[15]
- 10 مارس – ريك روبن[16]
- 10 مارس – كريغ دي ميلر لاعب كرة مضرب من الولايات المتحدة الأمريكية.
- 12 مارس – باتريشيا روبرتسون[17]
- 13 مارس – ريك كاري سباح أمريكي.
- 15 مارس – إدوين روزاريو
- 18 مارس – فانيسا ويليامز[18]
- 20 مارس – بول أناكون لاعب كرة مضرب من الولايات المتحدة.
- 20 مارس – كاثي أيرلند
- 21 مارس – جيل شولين ممثلة أمريكية.
- 24 مارس – سامي جيمالفا جونيور لاعب كرة مضرب من الولايات المتحدة.
- 24 مايو – جو دمارس لاعب كرة سلة أمريكي.[19][19]
- 25 مارس – دينيس نوت
- 26 مارس – ريبيكا تويج درّاجة طريق من الولايات المتحدة الأمريكية.
- 27 مارس – إد بينكني
- 27 مارس – كوري بلاكويل لاعب كرة سلة أمريكي.
- 27 مارس – كوينتن تارانتينو[20]
- 28 مارس – برنيس كينغ
- 28 مارس – ديريك جيرفين لاعب كرة سلة أمريكي.
- 28 مارس – رالف لويس

### أبريل
- 5 أبريل – تشارلز باول ممثل أمريكي.
- 8 أبريل – تيري بورتر[21]
- 8 أبريل – دين نوريس ممثل أمريكي.[22]
- 9 أبريل – تيموثي كوبرا رائد فضاء أمريكي.[23]
- 9 أبريل – مارك جاكوبس مصمم أزياء من الولايات المتحدة الأمريكية.[24]
- 13 أبريل – نيك جوميز ممثل ومخرج أمريكي.[25]
- 13 أبريل – نيك فانس لاعب كرة سلة أمريكي.
- 14 أبريل – سينثيا كوبر دايك[26]
- 14 أبريل – مايكل نان ملاكم من الولايات المتحدة الأمريكية.
- 17 أبريل – جويل موراي ممثل أمريكي.[27]
- 17 أبريل – دون ميشيل بول مخرج أفلام أمريكي.
- 18 أبريل – كونان أوبراين[28]
- 21 أبريل – جون ميتشيل مخرج أفلام أمريكي.[29]

### مايو
- 1 مايو – روبرت سيجوسو لاعب كرة مضرب أمريكي.
- 2 مايو – بيج بوس مان[30]
- 3 مايو – جيف هورناسيك
- 5 مايو – سكوت ويسترفيلد[31]
- 10 مايو – ريتش مور
- 10 مايو – ليزا نواك
- 15 مايو – جرانت هيسلوف[32]
- 17 مايو – جون كونكاك لاعب كرة سلة أمريكي.
- 18 مايو – سام فنسنت
- 24 مايو – جو دمارس لاعب كرة سلة أمريكي.[19][19]
- 24 مايو – كين فلاتش لاعب كرة مضرب من الولايات المتحدة.
- 27 مايو – ستيوارت غراي

### يونيو
- 1 يونيو – مايكل بوتشي سياسي أمريكي.
- 3 يونيو – سكوت روث لاعب كرة سلة أمريكي.
- 4 يونيو – خافيير مكدانيل لاعب كرة سلة أمريكي.
- 5 يونيو – كولين لاروز
- 6 يونيو – أحمد جونسون[33]
- 7 يونيو – جوليان هنري لوينفيلد ملحن من الولايات المتحدة الأمريكية.
- 8 يونيو – مارك ديفيس
- 9 يونيو – جوني ديب ممثل أمريكي.[34]
- 9 يونيو – ديفيد كوب[35]
- 10 يونيو – توني وارد
- 10 يونيو – جياني تريبلهورن ممثلة أمريكية.[36]
- 12 يونيو – تيم ديكاي[37]
- 14 يونيو – جيمس تشيكوني
- 15 يونيو – هيلين هنت[38]
- 16 يونيو – ساندمان مصارع محترف من الولايات المتحدة الأمريكية.
- 17 يونيو – غريغ كينير ممثل أمريكي.[39]
- 18 يونيو – جيف ميلس[40]
- 20 يونيو – مات أنجر لاعب كرة مضرب من الولايات المتحدة.
- 21 يونيو – مايك بريتين لاعب كرة سلة أمريكي.
- 22 يونيو – راندي كوتور

### يوليو
- 1 يوليو – إد لو رائد فضاء أمريكي.[41]
- 3 يوليو – لي دانيال كروكر مهندس من الولايات المتحدة الأمريكية.
- 5 يوليو – إدي فالكو[42]
- 8 يوليو – روكي كارول ممثل أمريكي.[43]
- 8 يوليو – مايكل كويستا مخرج أفلام أمريكي.[44]
- 10 يوليو – براد هنري سياسي أمريكي.
- 11 يوليو – ليزا رينا[45]
- 13 يوليو – سباد ويب لاعب كرة سلة أمريكي.
- 13 يوليو – كيني جونسون ممثل أمريكي.
- 14 يوليو – هارولد بريسلي لاعب كرة سلة أمريكي.[46]
- 16 يوليو – فيبي كيتس[47]
- 17 يوليو – بول هيب ممثل أمريكي.[48]
- 18 يوليو – كوينسي تايلور ملاكم من الولايات المتحدة الأمريكية.
- 19 يوليو – مايك براون
- 20 يوليو – سكوت فيشر لاعب كرة سلة أمريكي.
- 21 يوليو – كونر هنري
- 22 يوليو – روب إستيس[49]
- 23 يوليو – فينس فيليبس
- 24 يوليو – كارل مالوني[50]
- 29 يوليو – الكسندرا بول ممثلة أمريكية.
- 30 يوليو – كريس مولين لاعب كرة سلة من الولايات المتحدة الأمريكية.
- 30 يوليو – كيفين بوهو
- 30 يوليو – ليزا كودرو ممثلة أمريكية.

### أغسطس
- 1 أغسطس – جون كارول لينتش ممثل أمريكي.
- 1 أغسطس – كوليو
- 3 أغسطس – أيزيا واشنطن[51]
- 3 أغسطس – جيمس هيتفيلد[52]
- 4 أغسطس – كيث إليسون سياسي أمريكي.
- 5 أغسطس – براين ساندوفال سياسي أمريكي.
- 5 أغسطس – غريغ ستوكس لاعب كرة سلة أمريكي.
- 6 أغسطس – كيفين ميتنيك
- 7 أغسطس – باتريك بوفير كينيدي أصغر أبناء الرئيس الأمريكي جون كينيدي
- 7 أغسطس – هارولد بيريناو ممثل أمريكي.[53]
- 8 أغسطس – جون تيرتلتوب[54]
- 9 أغسطس – ويتني هيوستن[55]
- 12 أغسطس – جيف أبوت كاتب أمريكي.[56]
- 12 أغسطس – كارين بريجز عازفة كمان من الولايات المتحدة الأمريكية.[57]
- 13 أغسطس – فاليري بليم
- 14 أغسطس – مايك وليامز لاعب كرة سلة من الولايات المتحدة الأمريكية.
- 18 أغسطس – جيم ليه
- 19 أغسطس – جون ستاموس موسيقي أمريكي.[58]
- 20 أغسطس – كارول رادزيويل
- 21 أغسطس – ريتشموند أركيت
- 22 أغسطس – توري أموس مغنية أمريكية.[59]
- 23 أغسطس – روبرت بيلا ممثل أمريكي.
- 23 أغسطس – غريغ جلينا
- 29 أغسطس – شيب هوبر لاعب كرة مضرب أمريكي.
- 29 أغسطس – غريغ هولمز لاعب كرة مضرب من الولايات المتحدة.
- 30 أغسطس – مايكل تشيكلس[60]
- 31 أغسطس – كريستينا ليلي ممثلة أمريكية.[61]

### سبتمبر
- 2 سبتمبر – سام ميتشل
- 3 سبتمبر – امبير لين
- 3 سبتمبر – هولت مكالاني[62]
- 5 سبتمبر – بريان موريس
- 6 سبتمبر – بيتسي راسل
- 7 سبتمبر – إيزي إي
- 7 سبتمبر – دبليو إيرل براون ممثل أمريكي.
- 8 سبتمبر – براد سيلبرلنج مخرج أفلام أمريكي.[63]
- 8 سبتمبر – دايفيد سميث ممثل أمريكي.
- 10 سبتمبر – مايك سميث لاعب كرة سلة أمريكي.[64]
- 11 سبتمبر – بوني جادوسيك لاعبة كرة مضرب أمريكية.
- 11 سبتمبر – جيرالد ويلكنز لاعب كرة سلة أمريكي.[65]
- 15 سبتمبر – بيت مايرز
- 16 سبتمبر – ريتشارد ماركس[66]
- 17 سبتمبر – جيان كارلو كوبولا[67]
- 18 سبتمبر – هارولد كيلنغ لاعب كرة سلة أمريكي.
- 19 سبتمبر – سبنسر غاريت[68]
- 25 سبتمبر – تيت دونوفان ممثل أمريكي.[69]
- 27 سبتمبر – خوان نازاريو ملاكم من الولايات المتحدة الأمريكية.
- 27 سبتمبر – سكوت لورانس ممثل أمريكي.
- 28 سبتمبر – جوني دوكينز
- 28 سبتمبر – ستيف بلاكمان
- 28 سبتمبر – غريغ وايزمان[70]
- 29 سبتمبر – جون ليفين لاعب كرة مضرب أمريكي.

### أكتوبر
- 1 أكتوبر – مايكل ماكفول[71]
- 3 أكتوبر – دان غولدي لاعب كرة مضرب من الولايات المتحدة.
- 4 أكتوبر – إيه سي غرين لاعب كرة سلة أمريكي.[72]
- 6 أكتوبر – إليزابيث شو[73]
- 6 أكتوبر – جسو غارسيا ممثل أمريكي.[74]
- 10 أكتوبر – دانيال بيرل صحفي أمريكي.[75]
- 14 أكتوبر – لوري بيتي[76]
- 15 أكتوبر – ستيف هاريس لاعب كرة سلة أمريكي.[77]
- 16 أكتوبر – باميلا باخ ممثلة أمريكية.
- 19 أكتوبر – سينيتا مغنية من الولايات المتحدة الأمريكية.
- 23 أكتوبر – خوسيه أورتيز لاعب كرة سلة بورتوريكي.
- 26 أكتوبر – تيد ديم[78]
- 27 أكتوبر – مارلا مابلز
- 28 أكتوبر – لورين هولي ممثلة أمريكية.[79]
- 29 أكتوبر – داميان تشابا[80]
- 30 أكتوبر – توم برادي مخرج أفلام من الولايات المتحدة الأمريكية.
- 30 أكتوبر – مايكل بيتش ممثل أمريكي.[81]
- 31 أكتوبر – ديرموت مولروني ممثل أمريكي.[82]
- 31 أكتوبر – روب شنايدر[83]

### نوفمبر
- 1 نوفمبر – مونتي سوب
- 3 نوفمبر – ديفيس غوغنهايم[84]
- 4 نوفمبر – تود ويتسكين لاعب كرة مضرب أمريكي.
- 5 نوفمبر – تاتوم أونيل ممثلة أمريكية.[85]
- 6 نوفمبر – لورين باول جوبز سيدة أعمال من الولايات المتحدة الأمريكية.
- 9 نوفمبر – أنتوني باوي
- 10 نوفمبر – تومي ديفيدسون[86]
- 10 نوفمبر – مايك باويل منافِس أوليمبي من الولايات المتحدة الأمريكية.[87]
- 12 نوفمبر – صموئيل لويد ممثل أمريكي.
- 14 نوفمبر – آرون بيركارد طبال من الولايات المتحدة الأمريكية.
- 15 نوفمبر – كيفين ج. أوكونور ممثل أمريكي.
- 16 نوفمبر – زينا غاريسون لاعبة كرة مضرب أمريكية.[88]
- 17 نوفمبر – أدريان برانش لاعب كرة سلة أمريكي.
- 17 نوفمبر – ديلان والش ممثل أمريكي.
- 18 نوفمبر – بين بياس لاعب كرة سلة أمريكي.[89]
- 20 نوفمبر – بيل دامشكي
- 22 نوفمبر – براين روبنز
- 25 نوفمبر – إدي جيميسون ممثل أمريكي.[90]
- 25 نوفمبر – كيفن تشامبرلين ممثل أمريكي.[91]
- 25 نوفمبر – لورينزو تشارلز لاعب كرة سلة من الولايات المتحدة الأمريكية.
- 26 نوفمبر – ماريو إيلي لاعب كرة سلة أمريكي.
- 27 نوفمبر – فيشر ستيفنز ممثل أمريكي.[92]
- 28 نوفمبر – جوني نيومان لاعب كرة سلة أمريكي.

### ديسمبر
- 1 ديسمبر – بيلي تومسون لاعب كرة سلة أمريكي.
- 2 ديسمبر – دان غوثير
- 3 ديسمبر – ستيف هيج درّاج طريق من الولايات المتحدة الأمريكية.
- 5 ديسمبر – كاري هاميلتون[93]
- 8 ديسمبر – بيتر رايت لاعب كرة مضرب من الولايات المتحدة.
- 10 ديسمبر – روبن وايت لاعبة كرة مضرب أمريكية.
- 11 ديسمبر – مارك ألاري
- 14 ديسمبر – أليس ريبلي[94]
- 14 ديسمبر – وليام بيدفورد لاعب كرة سلة أمريكي.
- 15 ديسمبر – ديفيد وينجيت لاعب كرة سلة أمريكي.
- 15 ديسمبر – هيلين سلاتر[95]
- 16 ديسمبر – بنجامين برات ممثل أمريكي.[96]
- 16 ديسمبر – جيمس مانغولد[97]
- 18 ديسمبر – براد بيت ممثل ومنتج أفلام أمريكي.[98]
- 18 ديسمبر – تشارلز أوكلي
- 18 ديسمبر – سيسيليا روس عالمة اقتصاد أمريكية.[99]
- 18 ديسمبر – لوري ماكنيل لاعبة كرة مضرب من الولايات المتحدة.
- 19 ديسمبر – جينيفر بيلز[100]
- 19 ديسمبر – هانس ريزر
- 20 ديسمبر – بام كاسال لاعبة كرة مضرب أمريكية.
- 20 ديسمبر – جويل غريتش
- 23 ديسمبر – جيس هارنيل
- 24 ديسمبر – تود ميرفي
- 30 ديسمبر – جوني روجرز لاعب كرة سلة إسباني.
- 30 ديسمبر – كيم هيل موسيقية أمريكية.
- 30 ديسمبر – مايك بومبيو سياسي أمريكي.

## وفيات

### يناير
- 1 يناير – روبرت ص . كير (مواليد 1896) سياسي أمريكي.[101]
- 2 يناير – ديك باول (مواليد 1904)[102]
- 5 يناير – روجرز هورنسبي (مواليد 1896) لاعب كرة قاعدة من الولايات المتحدة الأمريكية.[103]
- 21 يناير – آل سانت جون (مواليد 1892)[104]
- 26 يناير – أول اولسن (مواليد 1892) ممثل من الولايات المتحدة الأمريكية.[105]
- 29 يناير – روبرت فروست (مواليد 1874) شاعر أمريكي.[106]

### فبراير
- 11 فبراير – سيلفيا بلاث (مواليد 1932)[107]
- 11 فبراير – كارل فريدريك (مواليد 1881)
- 18 فبراير – مونتي بلو (مواليد 1887)[108]
- 25 فبراير – ميلفيل هيرسكوفيتس (مواليد 1895)[109]

### مارس
- 3 مارس – دوروثي هانسين أندرسون (مواليد 1901) طبيبة أمريكية.
- 4 مارس – جيس كورتازو (مواليد 1904) لاعب كرة قاعدة من الولايات المتحدة الأمريكية.
- 4 مارس – ويليام كارلوس ويليامز (مواليد 1883) شاعر أمريكي.[110]
- 5 مارس – باتسي كلاين (مواليد 1932)[111]
- 10 مارس – إرفنغ آرونسون (مواليد 1895)
- 25 مارس – ديفي مور (مواليد 1933) ملاكم من الولايات المتحدة الأمريكية.[112]

### أبريل
- 9 أبريل – جو جونز (مواليد 1909) فنان أمريكي.[113]

### مايو
- 8 مايو – جد جونسون (مواليد 1888) سياسي أمريكي.[114]
- 12 مايو – هربرت سبنسر غاسر (مواليد 1888)

### يونيو
- 2 يونيو – بول كاربنتر ستاندلي (مواليد 1884) عالم نبات أمريكي.[115]
- 11 يونيو – ثورنثويت (مواليد 1899)[116]
- 12 يونيو – جوردون جونز (مواليد 1911) ممثل أمريكي.

### يوليو
- 30 يوليو – باتريك جيه هيرلي (مواليد 1883) سياسي أمريكي.[117]

### أغسطس
- 1 أغسطس – ثيودور رويثك (مواليد 1908) شاعر أمريكي.[118]
- 7 أغسطس – باتريك بوفير كينيدي أصغر أبناء الرئيس الأمريكي جون كينيدي
- 11 أغسطس – كليم بيفانز (مواليد 1879) ممثل أمريكي.[119]
- 17 أغسطس – ريتشارد بارثلميس (مواليد 1895) ممثل أمريكي.[120]
- 27 أغسطس – دو بويز (مواليد 1868)[121]

### سبتمبر
- 12 سبتمبر – تشارلز نيلسون صل (مواليد 1868) سياسي أمريكي.[122]
- 15 سبتمبر – كارل هاتش (مواليد 1889) سياسي أمريكي.[123]

### أكتوبر
- 4 أكتوبر – بوبي مكديرموت (مواليد 1914) لاعب كرة سلة أمريكي.
- 4 أكتوبر – لويد فردندال (مواليد 1883) ضابط من الولايات المتحدة الأمريكية.[124]
- 30 أكتوبر – كليفورد بيري (مواليد 1918)[125]

### نوفمبر
- 21 نوفمبر – فرنسيس بارتليت (مواليد 1882) عالم نبات من الولايات المتحدة الأمريكية.
- 22 نوفمبر – جاك هيل (مواليد 1887) ممثل أمريكي.
- 22 نوفمبر – جون كينيدي (مواليد 1917) الرئيس الخامس والثلاثين للولايات المتحدة.[126]
- 24 نوفمبر – لي هارفي أوزوالد (مواليد 1939)[127]

### ديسمبر
- 22 ديسمبر – جيمس ميلر (مواليد 1885) صحفي أمريكي.
- 25 ديسمبر – هاري تشرش أوبيرهولزر (مواليد 1870)[128]
- 26 ديسمبر – جورج فاغنر (مواليد 1915)[129]